# Glasul Maramureșului
Glasul Maramureșului este un ziar din România cu sediul în Baia Mare, județul Maramureș. Glasul Maramureșului se distribuie exclisiv în județul Maramureș.

## Istoric
Ziarul a fost fondat de către Dorina Coman (director) și Ananei Gagniuc (redactor șef, cel care a conceput structura ziarului, structură care se păstrează și azi, dar la un nivel calitativ mult mai scăzut). Primul număr a apărut în 10 martie 1997. Până în 2006, sub conducerea lui Ananei Gagniuc ziarul a ajuns liderul presei scrise din Maramureș, cu vârfuri de tiraj de 12000 exemplare pe ediție, datorită calității editoriale și noutăților aduse în presa scrisă maramureșeană:
- primul ziar bicolor și primul ziar tipărit în policromie;
- primul cotidian maramureșean care a avut editorial, pagină de știri interne, respectiv externe și pagini specializate de economic, sănătate, tineret, life-style și reportaj și a editat un supliment cu programele TV
- primul cotidian local în 16, 20, 24, 28 și 32 de pagini (e și singurul ziar local care a avut ediții de 32 de pagini);

După plecarea fondatorilor, mai cu seamă a redactorului șef, cotidianul a avut o evoluție constant descendentă. În 2014 „Glasul Maramureșului” a pierdut poziția de lider în topul județean al tirajelor, tirajul acestuia situându-se cu puțin sub 4000 exemplare pe ediție. 

## Structura actuală
Actualitate locală, pagini tematice, agenda (informații utile), sport, publicitate, divertisment și Life (știri mondene);

## Pagini tematice
- Luni: Politic, Tineret, Auto, Teritoriu
- Marți: Pensionari, Economic;
- Miercuri: Retro (Baia Mare de altădată), Sănătate;
- Joi: Religie, Lex;
- Vineri: Învățământ, Teritoriu, S[n[tate;
- Sâmbătă: Cultură, Monden;

## Conținut
- 24 pagini, format A3, din care 4 color (luni si vineri); 20 pagini, din care 4 color (marți, miercuri, joi); 16 pagini, din care 4 color (sâmbătă)
- 8-9 pagini de publicitate (din care 6-7 pagini de mică publicitate)

## Distribuție
Se distribuie sub formă de abonamente și la vânzare liberă, prin chioșcurile de difuzare a presei din localitățile urbane din județ.

## Departamente
- Redacția
- Tehnoredactare / editare texte
- Marketing / Publicitate
- Distribuție
- Contabilitate
- Secretariat

## Conducere
- Redactor șef: Dorin Ștef
- Redactor șef adjunct: Doina Ferenț
- Director general: Florin Creț
- Director economic: Daniela Stoenică
- Șef departament tehnic: Adina Pop